# ウォルフガング・マイローファー
ウォルフガング・マイローファー（Wolfgang Mayrhofer、1958年5月24日 - ）はオーストリア・ケルンテン州クラーゲンフルト出身のセーリング選手。
モスクワオリンピックのセーリング競技フィン級で銀メダルを獲得した。表彰式では、ソビエト連邦のアフガニスタン侵攻に抗議するため腕に喪章をつけたが、大きな問題にはならなかった。